# Mavesyn Ridware
Mavesyn Ridware – wieś w Anglii, w hrabstwie Staffordshire, w dystrykcie Lichfield. Leży 18 km na wschód od miasta Stafford i 183 km na północny zachód od Londynu.